# Crella jaegerskioeldi
Crella jaegerskioeldi är en svampdjursart som beskrevs av Alander 1937. Crella jaegerskioeldi ingår i släktet Crella och familjen Crellidae. Inga underarter finns listade i Catalogue of Life.